# ウィリアムズ・FW33
ウィリアムズ・FW33 (Williams FW33) は、ウィリアムズF1が2011年のF1世界選手権参戦用に開発したフォーミュラ1カー。2011年の開幕戦から実戦投入された。

## 概要

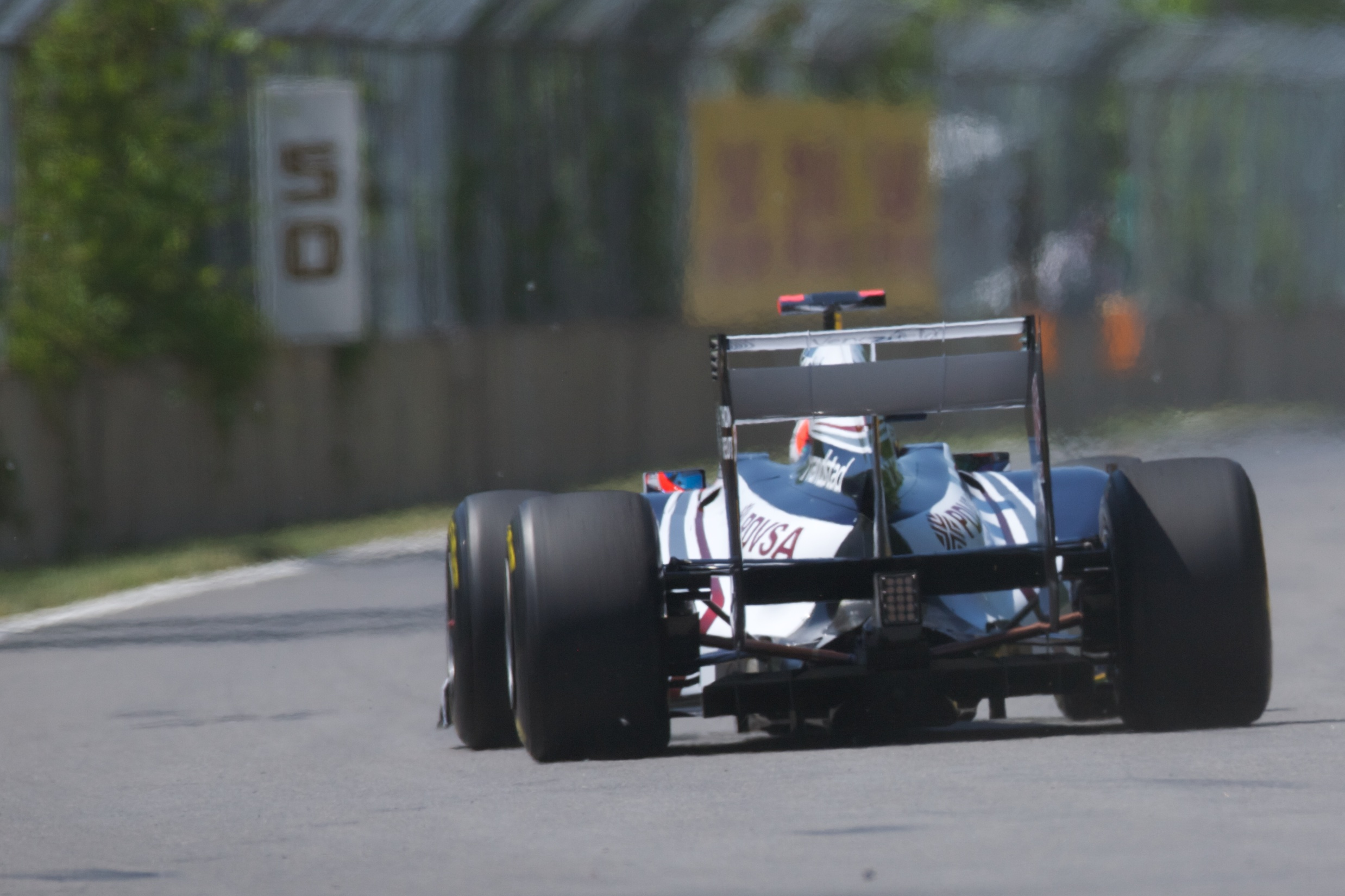
FW33のリアビュー。上反角のついたドライブシャフトが見える。

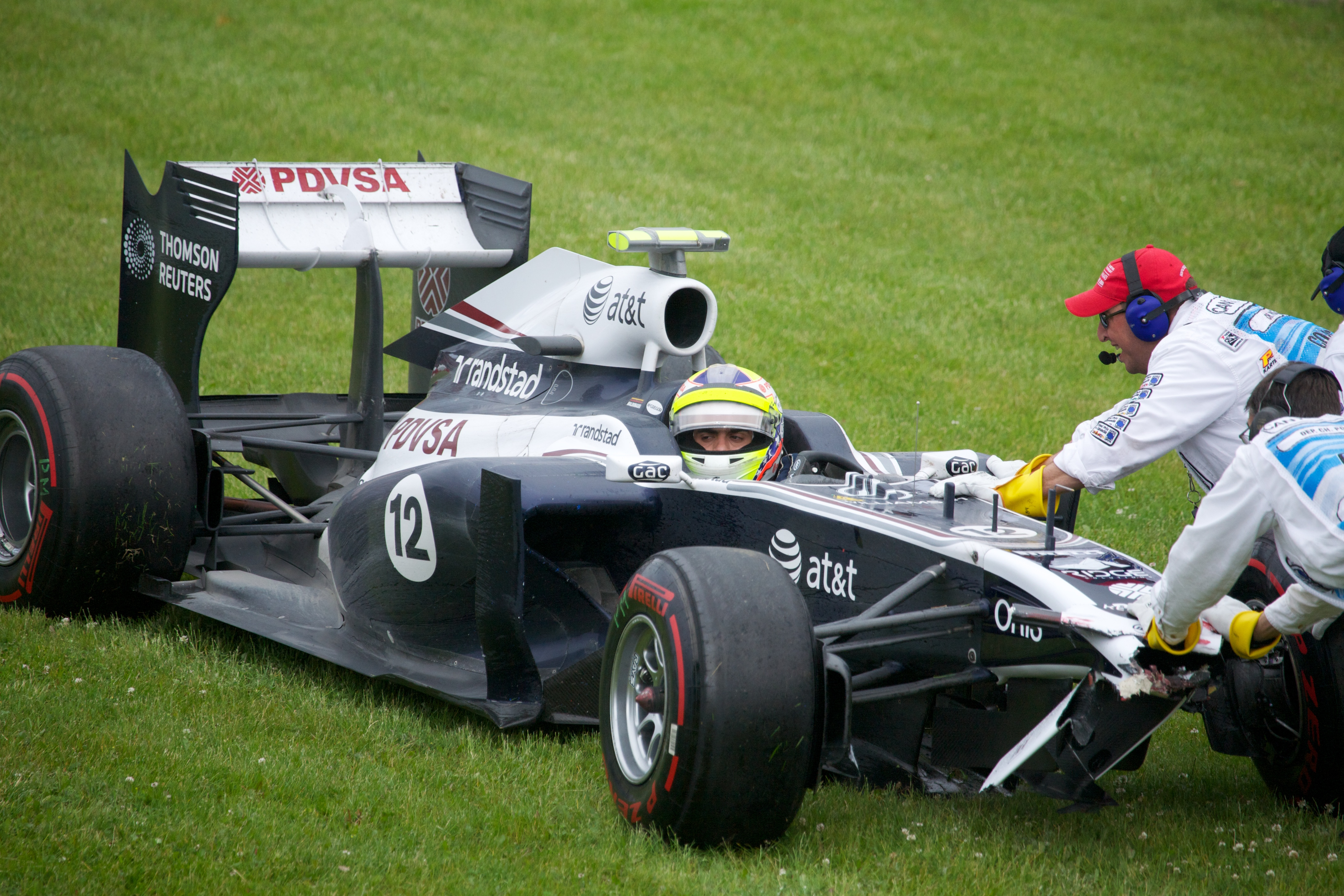
前方から見たリアサスペンションの構成。アッパーアームがリアウイング支柱に接続している。

FW33はディフューザーの効率を高めるため、リアエンドが極めてコンパクトに設計された。リアサスペンションをプルロッド式に変更し、新開発の小型トランスミッションの下側にリンクした。リアデッキが極端に低いため、ドライブシャフトにはアップライト側に向けて14度の上反角が付けられており（通常は最大で6〜7度）、アッパーウィッシュボーンの支持点はリアウィングの中央支柱にある。
KERSは2009年に開発途上だった自社開発のフライホイール式を採用すると思われたが、リアエンドの空力パッケージ面から通常のバッテリー式を選択した。2012年にフライホイール式を採用する可能性もあったが、通常方式を継続使用した。
シーズン中にはレッドブル方式のエキゾーストブローを導入。また、エンジンカウル後方にレッドブルと似た丸型の放熱口を設けた。

## 2011年シーズン
何度か予選トップ10に入る速さは見せたものの、中団グループの入賞争いに遅れをとり、シーズン獲得ポイントは5点に止まった（2009年以前であればノーポイントとなっていた）。序盤戦の成績不振により、テクニカルディレクターのサム・マイケルとチーフ・エアロダイナミシストのジョン・トムリンソンが同年限りで辞任することが発表され、チームCEOのアダム・パーも辞任を考えたと発言した。チームは初めて株式公開したが、株価は6ヶ月間で40%下落した。
サム・マイケルによれば、革新的なリアセクションのコンセプト自体は機能したが、コスワースエンジンの形状によりエンジンカウルのデザインを絞り切れず、狙っていた空力効果を得られなかったという。2012年からはコスワースに代わり、ルノーエンジンを搭載することが決定した。

## 記録
| 年   | No. | ドライバー | 1   | 2   | 3   | 4   | 5   | 6   | 7   | 8   | 9   | 10  | 11  | 12  | 13  | 14  | 15  | 16  | 17  | 18  | 19  | ポイント | ランキング |
| 年   | No. | ドライバー | AUS | MAL | CHN | TUR | ESP | MON | CAN | EUR | GBR | GER | HUN | BEL | ITA | SIN | JPN | KOR | IND | ABU | BRA | ポイント | ランキング |
| ---- | --- | ---------- | --- | --- | --- | --- | --- | --- | --- | --- | --- | --- | --- | --- | --- | --- | --- | --- | --- | --- | --- | -------- | ---------- |
| 2011 | 11  | バリチェロ | Ret | Ret | 13  | 15  | 17  | 9   | 9   | 12  | 13  | Ret | 13  | 16  | 12  | 13  | 17  | 12  | 15  | 12  | 14  | 5        | 9位        |
| 2011 | 12  | マルドナド | Ret | Ret | 18  | 17  | 15  | 18  | Ret | 18  | 14  | 14  | 16  | 10  | 11  | 11  | 14  | Ret | Ret | 14  | Ret | 5        | 9位        |

- 太字はポールポジション、斜字はファステストラップ。(key)